# راسيل كونينغهام
راسيل كونينغهام هو سياسي كندي، ولد في 29 ديسمبر 1905 في كندا، وتوفي في 7 مارس 1985. حزبياً، نشط في Co-operative Commonwealth Federation ‏.